# Гуменный, Александр Валерьевич
Гумённый Александр Валерьевич — педагог, спортсмен, тренер, поэт. Преподаватель СибГИУ. Заслуженный тренер России по пауэрлифтингу. Лучший тренер Кузбасса 2010, 2013, 2015, 2016, 2017 годов.

## Биография
Родился 27 апреля 1964 года в Новокузнецке. В 1986 году окончил Сибирский металлургический институт по специальности теплотехника и автоматизация металлургических процессов. Работает тренером-преподавателем по пауэрлифтингу в СибГИУ на кафедре физического воспитания.
Ученики
Среди учеников Александра Валерьевича — Инзаркин, Дмитрий Викторович — чемпион Европы 2013 года, чемпион и рекордсмен мира 2014 года, серебряный призёр чемпионатов мира 2015—2016 годов, чемпион мира 2017 года, серебряный призёр Всемирных Игр 2017 года, серебряный призёр 2018 года, чемпион и рекордсмен мира 2019 года, чемпион мира 2021 года. Андрей Рыжков — серебряный призёр первенства мира среди юниоров 2015 года.
Творчество
Александр Валерьевич Гумённый пишет стихи. В 1990-х публиковал стихи в сибирских газетах. Публикации стихов в журналах и альманахах: «Дети Ра», «45-я параллель», «Журнал ПОэтов», «Тело Поэзии» и др.
Автор книги стихов «Инет_соитие». Лауреат поэтической премии Константина Кедрова Президентского фонда культурных инициатив (2024, Москва).
В 2009 году А. Гумённому Константином Кедровым было присвоено звание «Друг ДООСа» (Добровольное общество охраны стрекоз). В 2015 году был принят в ДООС с именем Пауэрзавр.
Живёт и работает в Новокузнецке.